# Ф91 Дюделанж
Ф91 Дюделанж (на френски: F91 Dudelange) е люксембургски футболен отбор от град Дюделанж, Люксембург. Основан е през 1991 г. и се състезава в Националната дивизия на Люксембург – най-високото ниво на клубния футбол в Люксембург.

## История
Футболен клуб „Дюделанж“ е основан през 1991 благодарение на сливането на местните клубове „Алианс“, „Стад“ и „ЮС“, а най-успешен от тях е бил „Стад“ – 10 титли и 4 купи. „ЮС“ е бил 4 пъти вицешампион и 1 път е печелил купата, „Алианс“ е бил веднъж вицешампион и 2 пъти носител на купата. През 1980-те тези кулбове са имали тежки времена, целта на обединението е била в това, да създадат клуб който да е най-устойчив, както в спортен, така и във финансов смисъл.

## Международни успехи
Най-големият успех на клуба е отстраняването на австрийския Ред Бул във втория предварителен квалификационен кръг на Шампионската лига за сезон 2012/13. Като домакин „Дюделанж“ побеждава с 1 – 0. Реванша завърша 4 – 3 за „Ред Бул“, но с повече отбелязани голове на чужд терен „Дюделанж“ продължава напред.

## Срещи с български отбори

### „Левски“
- През сезон 2000 – 2001 г. в първия предварителен кръг на Шампионската лига се среща с Левски. „Левски“ постига две победи като побеждава в София с 4 – 0 и в Дюделанж с 2 – 0.[2]

### „Лудогорец“
- През сезон 2014 – 2015 г. във втория предварителен кръг на Шампионската лига се среща с Лудогорец. Първата среща в Разград завършва с победа за Лудогорец с 4 – 0. Реваншът в Люксембург завършва 1 – 1.[3][4]

## Успехи
- Люксембургска Национална Дивизия
  -  Шампион (15): 1999 – 2000, 2000 – 01, 2001 – 02, 2004 – 05, 2005 – 06, 2006 – 07, 2007 – 08, 2008 – 09, 2010 – 11, 2011 – 12, 2013 – 14, 2015 – 16, 2016 – 17, 2017 – 18, 2018 – 19
  -  Вицешампион (6): 1998 – 99, 2002 – 03, 2003 – 04, 2009 – 10, 2012 – 13, 2020 - 21
  -  Бронзов медал (2): 2022/23, 2023/24
- Купа на Люксембург
  -  Носител (8): 2003 – 04, 2005 – 06, 2006 – 07, 2008 – 09, 2011 – 12, 2015 – 16, 2016 – 17, 2018 – 19
  -  Финалист (7): 1992 – 93, 1993 – 94, 2001 – 02, 2010 – 11, 2013 – 14, 2024 - 25

## Български футболисти
- Едисон Йорданов: 2017/19 - (43 мача - 4 гола)